# Gary Medel
Gary Alexis Medel Soto est un footballeur international chilien né le 3 août 1987 à Santiago au Chili. Il évolue actuellement avec le club chilien de Universidad Católica.

## Biographie

### Les débuts au Chili
Gary Medel est originaire du quartier de Conchalí, banlieue chaude de Santiago. À ce sujet, il déclare en 2009 : «  Si je n’avais pas rencontré le football, j’aurais été un voleur ou un trafiquant de drogue. ».
Il fait ses débuts professionnels à l'âge de 18 ans avec l'Universidad Católica, face au grand rival, l'Universidad de Chile en tant que latéral droit.

### Boca Juniors
Il rejoint le club argentin de Boca Juniors. Il y joue 48 matchs et a marque sept buts avec le club Xeneize.
Il ne remporte aucun titre mais réalise une performance mémorable dans un Superclásico contre River Plate, le 25 mars 2010, que Boca remporte 2-0, avec deux buts de Medel. Après ce match, Diego Maradona, alors sélectionneur de l’Argentine déclare : « Si Medel était Argentin, il serait dans ma sélection pour la Coupe du monde. ».

### La Liga avec le FC Séville
Mis en valeur par la bonne coupe du Monde 2010, il rejoint en janvier 2011 le club espagnol du FC Séville.
Il marque son premier but en Liga lors de la 23e journée contre l'Osasuna.

### La Premier League avec Cardiff City
Durant le mercato estival 2012-2013 il attire l'attention du Real Madrid et du SSC Naples mais s'engage finalement avec le promu de Premier League Cardiff City contre 13 millions d'Euros. En mai 2014, à la suite de la descente du club en deuxième division, il est annoncé partant vers quelques clubs comme l'Olympique de Marseille, Valence FC et Malaga.

### Inter Milan
Le 10 aout 2014, il décide de quitter Cardiff City et de découvrir la Série A avec l'Inter Milan pour 11 millions d'euros. Le montant, qui était inférieur d'un million de livres sterling à ce pour quoi Cardiff avait signé Medel, a été critiqué par l'ancien attaquant Nathan Blake, mais a été justifié par l'entraîneur de Cardiff, Ole Gunnar Solskjær. Medel a fait ses débuts en Serie A pour l'Inter le 31 août lorsqu'ils ont entamé la saison par un match nul 0-0 contre Torino, jouant les 90 minutes complètes.
Le 31 octobre 2015, Medel a marqué son premier but pour l'Inter pour donner aux Nerazzurri une victoire de 1 à 0 contre les rivaux du Scudetto Roma au Stadio Giuseppe Meazza.
Le 23 octobre 2016, dans la défaite 2-1 à l'extérieur contre Atalanta, Medel a frappé Jasmin Kurtić au visage avec son bras gauche, un incident qui n'a pas été repéré par l'arbitre. Cependant, un jour plus tard, il a été suspendu pour trois matchs de championnat par la Lega Serie A après examen des images télévisées.
Le 20 novembre 2016, lors du Derby della Madonnina contre les rivaux locaux de A.C. Milan, Medel a joué en tant que défenseur central pendant 37 minutes avant d'être remplacé par Jeison Murillo en raison d'une blessure au genou. Après le match, qui s'est terminé par un match nul 2-2, il a été confirmé que Medel avait endommagé son menisque latéral et serait indisponible jusqu'en janvier 2017.
Medel est revenu à la compétition le 28 janvier en jouant lors de la victoire 3-0 de l'Inter à domicile contre Pescara. Plus tard, le 12 mars, il a fait sa 100e apparition pour l'Inter lors de la victoire 7-1 à domicile des Nerazzurri contre Atalanta.

### Départ pour la Turquie
En août 2017, Gary Medel s'engage pour trois saisons en faveur du club turc du Beşiktaş. Le transfert est estimé à 2,5 millions d'euros.

### Retour en Italie avec Bologne FC
Alors qu'il lui restait une année de contrat avec Beşiktaş, il s'engage le 29 août 2019 avec Bologna FC et effectue son retour en Italie.

### Retour en Amérique du Sud

#### Boca Juniors
En juin 2024, pendant la trève estivale, il s'engage avec Boca Juniors, retrouvant le club où il a évolué entre juillet 2009 et décembre 2010.

### Sélection
Medel fait partie de la « génération dorée » chilienne née lors de la Coupe du monde U-20 2007 au Canada, où elle a été éliminée par l'Argentine en demi-finale.
Il est, avec entre autres Alexis Sánchez, Mauricio Isla, Arturo Vidal et Claudio Bravo, un des éléments incontournable  de la « Roja » entre 2010 et 2022, qui a remporte notamment la Copa América 2015 en Chili et Centenario de 2016 aux États-Unis à chaque fois contre l'Argentine.
Il fait partie des 23 joueurs chiliens sélectionnés sélectionnés pour participer à la Coupe du monde 2010 puis à la Coupe du monde 2014 où le Chili est éliminé en huitièmes de finale à chaque fois. Il ne parvient pas à qualifier le Chili pour Coupe du monde 2018 et la Coupe du monde 2022

## Personnalité et style de jeu

### Style de jeu
Surnommé « le Pitbull », Gary Medel est un joueur très énergique et rugueux sur l'homme. Il est régulièrement sanctionné par des cartons jaunes, mais également régulièrement expulsé. Jouant aux postes de défenseur central ou milieu défensif malgré son déficit de taille, il ne renonce jamais à aller au duel. Joueur principalement défensif, il est malgré tout capable d'apporter du soutien à ses attaquants et à conclure les actions.
En 2010, il se décrit ainsi : « Je suis un joueur qui donne tout ce qu'il a. Je parle beaucoup sur le terrain et je tiens tête à mes adversaires. Je n'ai peur de personne. ».
Provocateur, il provoque son expulsion et celle de Lionel Messi lors du match pour la 3e place de la Copa América 2019.

### Frasques
Il connaît plusieurs frasques dans sa carrière. En 2007, en stage avec l'équipe des moins de 20 ans du Chili, il se bat dans une boîte de nuit de Bellavista et envoie un anonyme à l’hôpital.
Entre septembre 2007 et janvier 2009, il perd à deux occasion le contrôle de son véhicule et finit dans le fossé en état d'ivresse. Lors du second accident il ne sentait plus ses jambes et pensait qu'il était paralysé avant d'être extrait de la carcasse du véhicule. Son club de l’Universidad Católica engage alors un psychologue pour s'occuper de lui.
En 2008, il est accusé de violences conjugales par sa compagne. La plainte est retirée le lendemain à la suite d'un accord financier.

## Engagement
Alors que le Chili connait des manifestations massives contre le gouvernement et le système économique, il annonce en novembre 2019, par solidarité avec la mobilisation, son refus et celui de l'équipe chilienne de disputer le match qui devait l'opposer au Pérou : « En tant qu’équipe, nous avons décidé de ne pas jouer le match amical convenu avec le Pérou, compte tenu du climat social que traverse notre pays [...] Nous sommes des joueurs de football, mais nous sommes avant tout des personnes et des citoyens. Nous savons que nous représentons tout un pays et aujourd’hui, le Chili a d’autres priorités que le match de mardi prochain. Il y a un enjeu plus important qui est celui de l’égalité, de changer beaucoup de choses pour que tous les Chiliens vivent dans un pays plus juste ».

## Statistiques

### En sélection nationale
| Saison                | Sélection             | Phases finales                | Phases finales | Phases finales | Phases finales | Éliminatoires CDM | Éliminatoires CDM | Éliminatoires CDM | Matchs amicaux | Matchs amicaux | Matchs amicaux | Total | Total | Total |
| Saison                | Sélection             | Compétition                   | M              | B              | Pd             | M                 | B                 | Pd                | M              | B              | Pd             | M     | B     | Pd    |
| --------------------- | --------------------- | ----------------------------- | -------------- | -------------- | -------------- | ----------------- | ----------------- | ----------------- | -------------- | -------------- | -------------- | ----- | ----- | ----- |
| 2006-2007             | Chili                 | Copa América 2007             | -              | -              | -              | -                 | -                 | -                 | 1              | 0              | 0              | 1     | 0     | 0     |
| 2007-2008             | Chili                 | -                             | -              | -              | -              | 2                 | 2                 | 0                 | 5              | 0              | 0              | 7     | 2     | 0     |
| 2008-2009             | Chili                 | -                             | -              | -              | -              | 6                 | 0                 | 2                 | 2              | 1              | 0              | 8     | 1     | 2     |
| 2009-2010             | Chili                 | Coupe du monde 2010           | 3              | 0              | 0              | 4                 | 0                 | 1                 | 4              | 0              | 0              | 11    | 0     | 1     |
| 2010-2011             | Chili                 | Copa América 2011             | 4              | 0              | 0              | -                 | -                 | -                 | 4              | 0              | 0              | 8     | 0     | 0     |
| 2011-2012             | Chili                 | -                             | -              | -              | -              | 3                 | 1                 | 0                 | 4              | 0              | 0              | 7     | 1     | 0     |
| 2012-2013             | Chili                 | -                             | -              | -              | -              | 6                 | 0                 | 0                 | 3              | 0              | 0              | 9     | 0     | 0     |
| 2013-2014             | Chili                 | Coupe du monde 2014           | 4              | 0              | 0              | 3                 | 1                 | 0                 | 7              | 0              | 0              | 14    | 1     | 0     |
| 2014-2015             | Chili                 | Copa América 2015             | 6              | 1              | 1              | -                 | -                 | -                 | 9              | 1              | 0              | 15    | 2     | 1     |
| 2015-2016             | Chili                 | Copa América Centenario       | 6              | 0              | 0              | 6                 | 0                 | 0                 | 3              | 0              | 0              | 15    | 0     | 0     |
| 2016-2017             | Chili                 | Coupe des confédérations 2017 | 4              | 0              | 0              | 4                 | 0                 | 0                 | 2              | 0              | 0              | 10    | 0     | 0     |
| 2017-2018             | Chili                 | -                             | -              | -              | -              | 4                 | 0                 | 0                 | 2              | 0              | 0              | 6     | 0     | 0     |
| 2018-2019             | Chili                 | Copa América 2019 4e          | 6              | 0              | 0              | -                 | -                 | -                 | 8              | 0              | 0              | 14    | 0     | 0     |
| 2019-2020             | Chili                 | -                             | -              | -              | -              | -                 | -                 | -                 | 1              | 0              | 0              | 1     | 0     | 0     |
| 2020-2021             | Chili                 | Copa América 2021             | 5              | 0              | 0              | 2                 | 0                 | 1                 | 1              | 0              | 0              | 8     | 0     | 1     |
| 2021-2022             | Chili                 | -                             | -              | -              | -              | 11                | 0                 | 0                 | 3              | 0              | 0              | 14    | 0     | 0     |
| 2022-2023             | Chili                 | -                             | -              | -              | -              | -                 | -                 | -                 | 8              | 0              | 0              | 8     | 0     | 0     |
| 2023-2024             | Chili                 | Copa América 2024             | -              | -              | -              | 5                 | 0                 | 0                 | -              | -              | -              | 5     | 0     | 0     |
| Total sur la carrière | Total sur la carrière | Total sur la carrière         | 38             | 1              | 1              | 56                | 4                 | 4                 | 67             | 2              | 0              | 161   | 7     | 5     |

## Palmarès

### En sélection nationale
| Équipe du Chili (3)                                                                           |
| --------------------------------------------------------------------------------------------- |
| - Copa América (2) - Vainqueur en 2015 et 2016 - Coupe des confédérations - Finaliste en 2017 |

### Distinctions individuelles
- Footballeur chilien de l'année en 2008
- Membre de l'équipe type de la Copa America 2015